# Squanto (film)
Pour les articles homonymes, voir Squanto.
Pour plus de détails, voir Fiche technique et Distribution.
Squanto (Squanto: A Warrior's Tale) est un film d'aventures américano-canadien réalisé par Xavier Koller et sorti en 1994.
Très librement inspiré du personnage historique amérindien Squanto et de sa vie avant et pendant l'arrivée du Mayflower en 1620, le film met en vedette Adam Beach dans le rôle-titre.
Les prises de vue principales ont eu lieu à Louisbourg et au Cap-Breton, en Nouvelle-Écosse. Squanto est sorti en salle le 28 octobre 1994, sous l'égide de Walt Disney Pictures, avec des critiques négatives et un échec commercial.

## Synopsis
Au début du XVIIe siècle, Squanto (Adam Beach), un membre de la tribu des Patuxets, est enlevé par des marins anglais. Il est ensuite emmené en Angleterre avec Epenow (Eric Schweig), un Nauset (en) de Martha's Vineyard qui a également été capturé par les marins.
Lorsque le navire sur lequel ils se trouvent arrive à Plymouth, Squanto et Epenow sont contraints de travailler pour l'employeur de l'équipage, Sir George (Michael Gambon). Squanto est jeté dans un ring avec un grizzli géant. Leur combat devient un spectacle pour les spectateurs. Cependant, Squanto parvient à calmer l'ours en colère en lui chantant une berceuse amérindienne Patuxet. Le public et Sir George regardent avec surprise Squanto chanter à l'ours pour l'endormir. Cela donne enfin à Squanto l'occasion de s'échapper, et il s'enfuit peu après à bord d'une barque. Il est découvert inconscient sur un rivage rocheux par un trio de moines qui pêchaient.
Squanto est accueilli dans leur monastère, malgré les réticences de son directeur, Frère Paul. Le moine le plus ouvert, Frère Daniel (Mandy Patinkin), devient le mentor et l'ami de Squanto. Squanto apprend l'anglais avec Frère Daniel et, en même temps, il transmet à ses nouveaux colocataires quelques connaissances sur son monde, leur faisant découvrir les mocassins et le pop-corn. Frère Paul reste sceptique à l'égard du « païen » et de la possibilité d'un « Nouveau Monde ».
Pendant ce temps, Sir George croit fermement que Squanto est la propriété de la compagnie maritime de Plymouth, et il envoie des hommes à sa recherche. Après s'être caché pendant qu'ils saccageaient le monastère, Frère Paul donne la permission à Frère Daniel d'emmener Squanto sur un navire à Londres qui doit appareiller 15 jours après. Là, Squanto aperçoit Epenow dans l'arène de Sir George et tente de le sauver, mais il finit par être capturé. Dans une autre séquence cinématographique, Squanto réussit une évasion improbable pour accompagner Epenow (qui a faussement promis de l'or à Sir George) et un équipage qui repartent vers l'Amérique.

## Fiche technique
- Titre original : Squanto ou Squanto: A Warrior's Tale[1],[2]
- Réalisateur : Xavier Koller
- Scénario : Darlene Craviotto
- Photographie : Robbie Greenberg (en)
- Montage : Lisa Day, Gillian Hutshing
- Musique : Joel McNeely
- Production : Kathryn F. Galan
- Sociétés de production : Walt Disney Pictures
- Pays de production :  Canada -  États-Unis
- Langue originale : anglais
- Format : couleurs - 1,85:1 - Son Dolby Digital - 35 mm
- Durée : 102 minutes
- Genre : film d'aventures
- Dates de sortie :
  - États-Unis : 15 octobre 1994 (Festival du film d'Austin)

## Distribution
- Adam Beach : Squanto
- Irene Bedard : Nakooma
- Sheldon Peters Wolfchild : Mooshawset
- Eric Schweig : Epenow (en)
- Leroy Peltier : Pequod
- Michael Gambon : Sir George
- Nathaniel Parker : Thomas Dermer (en)
- Alex Norton : Harding
- Mark Margolis : Capitaine Thomas Hunt
- Julian Richings : serviteur de Sir George
- Mandy Patinkin : Frère Daniel
- Donal Donnelly : Frère Paul
- Stuart Pankin : Frère Timothy
- Paul Klementowicz : frère James
- Bray Poor : Dr Fuller
- Tim Hopper : William Bradford
- John Saint Ryan : Myles Standish
- John Dunn-Hill : gouverneur John Carver
- Selim Running Bear Sandoval : Attaquin
- David Morley : Moine
- Shaun "Mavs" Gillis, garçon dans la foule
- Brian Sullivan : canoéiste
- Roger Chalifoux : canoéiste